# Medal Bruce
Medal Bruce, pełna nazwa: Złoty Medal Catherine Wolfe Bruce (ang. Catherine Wolfe Bruce Gold Medal) – odznaczenie ustanowione przez Catherine Wolfe Bruce, filantropkę i protektorkę astronomii, przyznawane corocznie przez Astronomical Society of the Pacific (ASP) osobie, która wniosła wybitny wkład w rozwój astronomii za całokształt pracy naukowej.
W przeszłości kandydaci byli nominowani przez dyrektorów sześciu obserwatoriów astronomicznych:
- Obserwatorium Harvarda
- Obserwatorium Licka
- Obserwatorium Yerkes
- Obserwatorium Paryskie
- Królewskie Obserwatorium Astronomiczne w Greenwich
- Obserwatorium Berlińskie(inne języki)

Obecnie obserwatoria nominujące regularnie się zmieniają.

## Laureaci Medalu Bruce
- 1898: Simon Newcomb
- 1899: Arthur Auwers
- 1900: David Gill
- 1902: Giovanni Schiaparelli
- 1904: William Huggins
- 1906: Hermann Karl Vogel
- 1908: Edward Charles Pickering
- 1909: George William Hill
- 1911: Henri Poincaré
- 1913: Jacobus Kapteyn
- 1914: Oskar Backlund
- 1915: William Wallace Campbell
- 1916: George Ellery Hale
- 1917: Edward Emerson Barnard
- 1920: Ernest William Brown
- 1921: Henri-Alexandre Deslandres
- 1922: Frank Watson Dyson
- 1923: Benjamin Baillaud
- 1924: Arthur Stanley Eddington
- 1925: Henry Norris Russell
- 1926: Robert Grant Aitken
- 1927: Herbert Hall Turner
- 1928: Walter Sydney Adams
- 1929: Frank Schlesinger
- 1930: Max Wolf
- 1931: Willem de Sitter
- 1932: John S. Plaskett
- 1933: Carl Charlier
- 1934: Alfred Fowler
- 1935: Vesto Slipher
- 1936: Armin Leuschner
- 1937: Ejnar Hertzsprung
- 1938: Edwin Hubble
- 1939: Harlow Shapley
- 1940: Frederick Seares
- 1941: Joel Stebbins
- 1942: Jan Hendrik Oort
- 1945: Edward Arthur Milne
- 1946: Paul Merrill
- 1947: Bernard Lyot
- 1948: Otto Struve
- 1949: Harold Spencer Jones
- 1950: Alfred Joy
- 1951: Marcel Minnaert
- 1952: Subramanyan Chandrasekhar
- 1953: Harold Babcock
- 1954: Bertil Lindblad
- 1955: Walter Baade
- 1956: Albrecht Unsöld
- 1957: Ira Sprague Bowen
- 1958: William Wilson Morgan
- 1959: Bengt Strömgren
- 1960: Wiktor Ambarcumian
- 1961: Rudolph Minkowski
- 1962: Grote Reber
- 1963: Seth Barnes Nicholson
- 1964: Otto Heckmann
- 1965: Martin Schwarzschild
- 1966: Dirk Brouwer
- 1967: Ludwig Biermann
- 1968: Willem Jacob Luyten
- 1969: Horace Babcock
- 1970: Fred Hoyle
- 1971: Jesse Greenstein
- 1972: Iosif Szkłowski
- 1973: Lyman Spitzer
- 1974: Martin Ryle
- 1975: Allan Rex Sandage
- 1976: Ernst Öpik
- 1977: Bart Bok
- 1978: Hendrik Christoffel van de Hulst
- 1979: William Fowler
- 1980: George Herbig
- 1981: Riccardo Giacconi
- 1982: Margaret Burbidge
- 1983: Jakow Borysowicz Zeldowicz
- 1984: Olin Wilson
- 1985: Thomas George Cowling
- 1986: Fred Whipple
- 1987: Edwin Salpeter
- 1988: John R. Bolton
- 1989: Adriaan Blaauw
- 1990: Charlotte Moore Sitterly
- 1991: Donald Osterbrock
- 1992: Maarten Schmidt
- 1993: Martin Rees
- 1994: Wallace Sargent
- 1995: James Peebles
- 1996: Albert Whitford
- 1997: Eugene Parker
- 1998: Donald Lynden-Bell
- 1999: Geoffrey Burbidge
- 2000: Rashid Sunyaev
- 2001: Hans Bethe
- 2002: Bohdan Paczyński
- 2003: Vera Rubin
- 2004: Chūshirō Hayashi
- 2005: Robert P. Kraft
- 2006: Frank Low
- 2007: Martin Harwit
- 2008: Sidney van den Bergh
- 2009: Frank H. Shu
- 2010: Gerry Neugebauer
- 2011: Jeremiah P. Ostriker
- 2012: Sandra Faber
- 2013: James Gunn
- 2014: Kenneth Kellermann
- 2015: Douglas N. C. Lin
- 2016: Andrew Fabian
- 2017: Nicholas Scoville
- 2018: Timothy Heckman
- 2019: Martha Haynes
- 2020: Medalu nie przyznano z powodu pandemii COVID-19[4].
- 2021: Bruce Elmegreen
- 2022: Ellen Gould Zweibel
- 2023: Marcia J. Rieke
- 2024: Chryssa Kouveliotou